# 782 до н. е.

## Події
- Цар Урарту Аргішті І заснував фортецю Еребуні — тепер столиця Вірменії Єреван.
- Хіларуадарі, цар Міліту (тепер Малатья в Туреччині).